# Gran Turismo (film)
Gran Turismo is een Amerikaanse biografische sport-dramafilm uit 2023, geregisseerd door Neill Blomkamp. De film is geproduceerd door Columbia Pictures, PlayStation Productions en 2.0 Entertainment en is zowel gebaseerd op de racesimulatie-computerspelserie met dezelfde naam als op het waargebeurde verhaal van Jann Mardenborough, een tiener Gran Turismo-speler die een professioneel autocoureur kon worden.

## Verhaal
De jonge Jann Mardenborough is al sinds zijn jeugd een fan van auto's en een fervent speler van Gran Turismo-computerspellen. Vervolgens zal hij zijn vaardigheden in wedstrijden over de hele wereld op de weg toepassen om een echte autocoureur te worden. Hij zal worden getraind door Jack Salter.

## Rolverdeling
| Acteur                | Personage            |
| --------------------- | -------------------- |
| Archie Madekwe        | Jann Mardenborough   |
| David Harbour         | Jack Salter          |
| Orlando Bloom         | Danny Moore          |
| Geri Halliwell        | Lesley Mardenborough |
| Djimon Hounsou        | Steve Mardenborough  |
| Darren Barnet         | Matty Davis          |
| Takehiro Hira         | Kazunori Yamauchi    |
| Josha Stradowski      | Nicholas Capa        |
| Daniel Puig           | Cobi Mardenborough   |
| Maeve Courtier-Lilley | Audrey               |
| Thomas Kretschmann    | Patrice Capa         |

## Release
De film ging in première op 30 juli 2023 op het Circuit de Spa-Francorchamps, na de Belgische Grand Prix van de Formule 1. De film staat in de Verenigde Staten gepland voor een beperkte release op 11 augustus 2023 voordat het volledig wordt vrijgegeven op 25 augustus 2023 door Sony Pictures Releasing.